# چای‌صاف‌کن

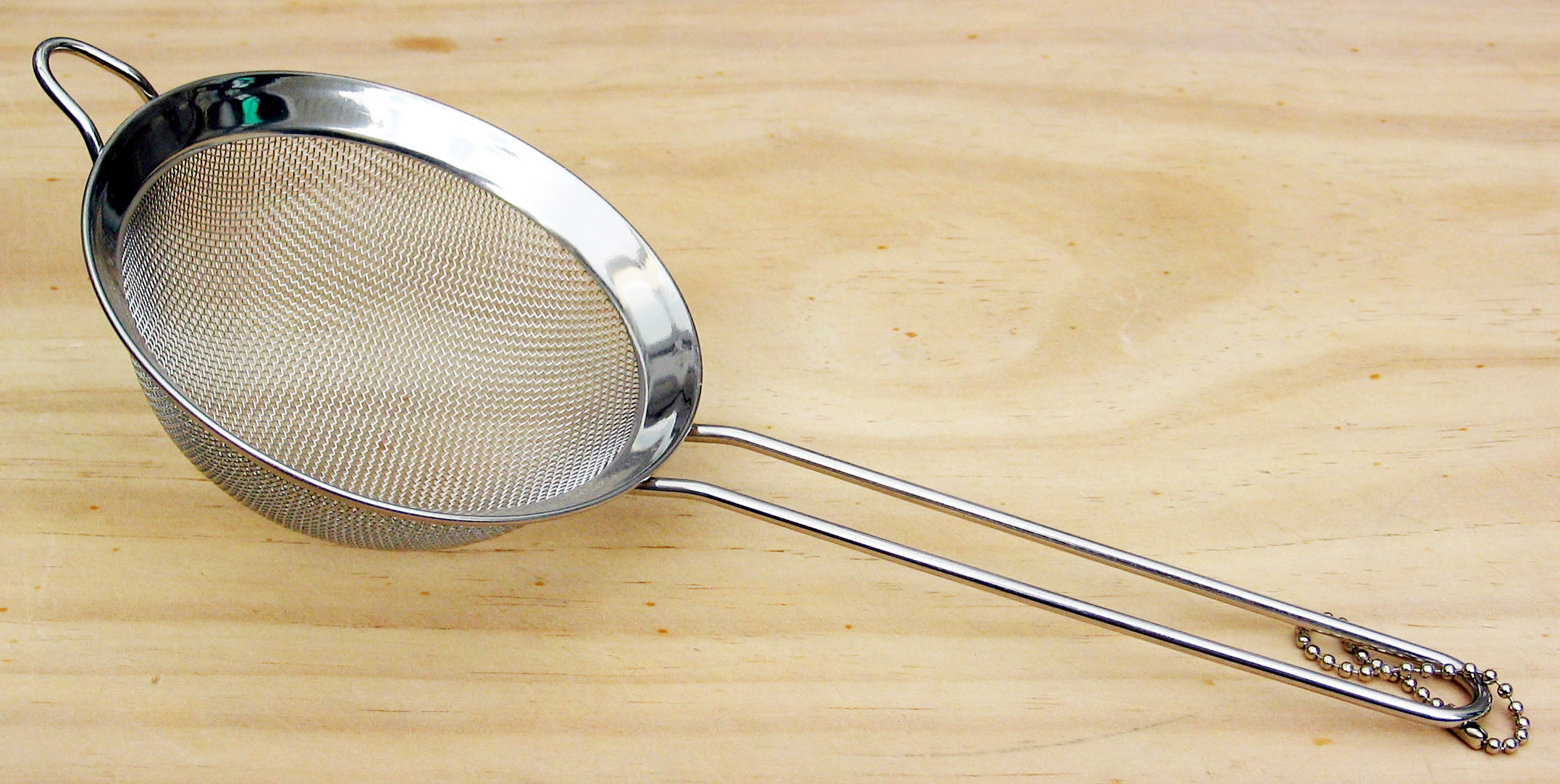
چای صاف کن

چای‌صاف‌کن یا صافی چای یک نوع الک کوچک است که بر روی فنجان چای قرار می‌گیرد و برای حذف تفاله‌های چای به کار برده می‌شود. در شیوه‌های سنتی، زمانی که چای از نوع غیرکیسه‌ای در یک قوری دم کشیده می‌شود، برگ‌های چای به طور آزادانه در آب معلق شده و موجب بد جلوه دادن چای داخل استکان خواهند شد. معمول است به جهت فیلتر کردن این برگ‌ها یک چای‌صاف‌کن در بالای فنجان قرار داده و سپس چای از قوری به درون فنجان ریخته شود.